# Walter Tollmien

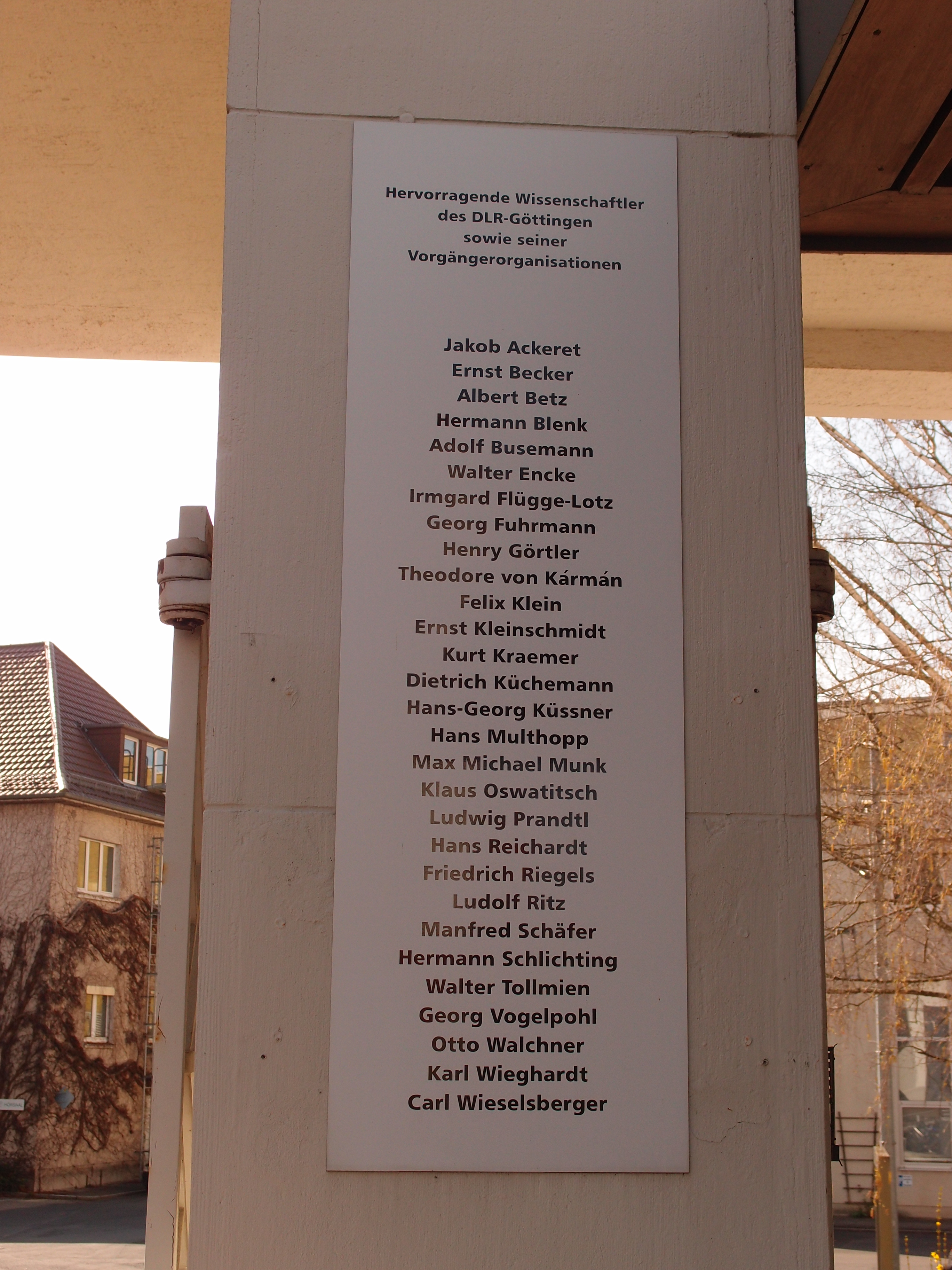
Gedenktafel für Walter Tollmien und andere Wissenschaftler am DLR-Eingang, Göttingen, Bunsenstraße 10

Walter Tollmien (* 13. Oktober 1900 in Berlin; † 25. November 1968 in Göttingen) war ein deutscher Strömungsphysiker.

## Leben
Tollmien wuchs in Wittenberg auf, wo er im Oktober 1917 am Melanchthon-Gymnasium sein Abitur ablegte. Da er aus gesundheitlichen Gründen nicht als Soldat eingezogen wurde, musste er vom Oktober 1917 bis zum April 1919 zunächst einen so genannten Vaterländischen Hilfsdienst bei den Gummiwerken „Elbe“ in Piestritz (bei Wittenberg) leisten. Erst zum Sommersemester 1919 konnte er ein Studium aufnehmen und studierte zunächst Mathematik und Physik in Berlin, wechselte dann aber zum Wintersemester 1920/21 nach Göttingen, wo er unter anderem bei Felix Bernstein, Max Born, Richard Courant, James Franck, David Hilbert, Edmund Landau, Carl Runge, Emil Wiechert, Adolf Windaus und vor allem bei dem damals schon international bekannten Strömungsforscher Ludwig Prandtl hörte, bei dem er am 7. Mai 1924 mit einer Arbeit über „Zeitliche Entwicklung der laminaren Grenzschichten am rotierenden Zylinder“ promovierte.
Direkt nach der Promotion wurde Tollmien von Ludwig Prandtl als wissenschaftlicher Mitarbeiter an das Kaiser-Wilhelm-Institut für Strömungsforschung in Göttingen geholt, wo er bis zum November 1930 tätig war. In diese Zeit fällt eine seiner bedeutendsten Leistungen, seine berühmt gewordene Untersuchung zur Turbulenzentstehung durch Betrachtung der Stabilität laminarer Grenzschichtströmungen gegenüber kleinen Störungen mittels der Linearen Stabilitätstheorie. An diesem Problem hatte sich 1924 auch schon Werner Heisenberg versucht, aber erst Walter Tollmien kam 1929 zu einem Ergebnis. Damit war nach jahrzehntelangen vergeblichen Bemühungen die Lösung des im Rahmen der Linearisierung vollständigen Störungsproblems durch die „asymptotische Stabilitätstheorie“ (d. h. für große Reynoldssche Zahlen) gelungen. Durch die 1929 in den Nachrichten der Göttingen Akademie der Wissenschaften veröffentlichte Arbeit Tollmiens, an die später zahlreiche Untersuchungen anknüpften, erhielt diese Theorie die heute allgemein akzeptierte und inzwischen streng bewiesene Form.
1930 holte Theodore von Kármán Tollmien in die Vereinigten Staaten und Tollmien arbeitete von Dezember 1930 bis August 1933 als Research and Teaching Fellow an dem von Kármán geleiteten Guggenheim Aeronautical Laboratory des California Institute of Technology in Pasadena California.
Im Sommer 1933 nach Deutschland zurückgekehrt, ging seine Karriere schleppend voran. Bis zum Frühjahr 1934 war er ohne Anstellung, im April 1934 bekam er mit einem Stipendium der Notgemeinschaft der Deutschen Wissenschaft einen Arbeitsplatz am Kaiser-Wilhelm-Institut für Strömungsforschung, wo er im Januar 1935 als Gruppenleiter angestellt wurde. Im Mai 1935 habilitierte er sich an der Universität Göttingen in angewandter Mathematik und Mechanik mit der Arbeit: „Ein allgemeines Kriterium der Instabilität laminarer Geschwindigkeitsverteilungen“. Dort lehrte er ab dem Wintersemester 1936/37 als Privatdozent. Im November 1937 erhielt er eine Berufung auf den Lehrstuhl für Technische Mechanik an der TH Dresden als Nachfolger des verstorbenen Erich Trefftz, wurde aber der damaligen Berufungspraxis entsprechend erst ein Jahr später zum ordentlichen Professor ernannt.
In dieser Zeit hatte er auch begonnen, sich eingehender mit der Theorie kompressibler Strömungen zu befassen, und eine Untersuchung über den Übergang von Unterschall- zu Überschallgeschwindigkeiten durchgeführt. Daneben galt sein besonderes Interesse auch der Praktischen Analysis, ein für seine Behandlungsweise hydrodynamischer Fragestellungen unentbehrliches Werkzeug. Diese Neigung fand ihren Niederschlag in einer vielbeachteten Arbeit, in der er die Vorzüge des Adamsschen Verfahrens zur angenäherten Integration gewöhnlicher Differentialgleichungen herausstellte. Während seiner Dresdner Zeit gelang ihm außerdem die exakte Fehlerabschätzung für die Näherungslösungen zu seiner asymptotischen Stabilitätstheorie und damit deren strenge Begründung. Darüber berichtete er 1943 in einem erinnerungswürdigen Dresdner Kolloquiumsvortrag. Während des Krieges forschte Tollmien u. a. „Zur Theorie der Windkanalturbulenz“ und war natürlich auch in kriegswichtige Forschungen eingebunden, über die seine Beiträge zu den so genannten Göttinger Monographien von 1945/46 Auskunft geben. In diesen, mehrere Bände umfassenden nur als maschinenschriftliches Skript vorliegenden Monographien hatten die nach dem Krieg in Göttingen zusammengefassten Aerodynamiker den Alliierten über ihre Forschungsergebnisse während der Jahre 1939 bis 1945 zu berichten.
Durch den Luftangriff auf Dresden am 13./14. Februar 1945 hatte Tollmien sowohl seine Privatwohnung (und seine umfängliche Bibliothek) als auch durch die völlige Zerstörung seines Instituts seine Arbeitsstätte verloren und war schon Anfang März 1945 als Flüchtling nach Göttingen zurückgekehrt. Im September 1945 machte ihn der britische Resident Scientific Officer zum Leiter „Outside Institutes“ an der ehemaligen, von dem britischen Ministry of Supply and Aircraft Production übernommenen Aerodynamischen Versuchsanstalt in Göttingen. Tollmien war in dieser Funktion vor allem als Mitherausgeber und -bearbeiter für die „Göttinger Monographien“ verantwortlich.
Tollmien, der offiziell noch immer sein Dresdner Ordinariat bekleidete, aber nicht in die sowjetische Zone wollte, nahm dann das Angebot eines einjährigen Aufenthaltes in England an, wo er als „German Scientist“ im Royals Aircraft Establishment Farnborough/Hants vom Juni 1946 bis zum August 1947 tätig war. In England erreichte ihn der Ruf auf den Lehrstuhl für Angewandte Mechanik an der Universität Göttingen als Nachfolger seines Lehrers Ludwig Prandtl. Diesen Ruf nahm er an und fungierte ab September 1947 gleichzeitig als Leiter einer selbständigen Abteilung des Kaiser-Wilhelm-Instituts für Strömungsforschung (ab 1948 Max-Planck-Institut für Strömungsforschung). Nach dem Ausscheiden von Albert Betz wurde Tollmien dann am 1. Mai 1957 alleiniger Direktor des Max-Planck-Instituts für Strömungsforschung.
Tollmien war
- seit 1947 Mitherausgeber der „Zeitschrift für angewandte Mathematik und Mechanik“,
- seit 1952 ständiges Mitglied des Organisationskomitees des Internationalen Mechanikkongresses,
- von 1953 bis 1958 Mitherausgeber der „Zeitschrift für Flugwissenschaften“,
- seit 1954 Ordentliches Mitglied der Göttinger Akademie der Wissenschaften.[1]

1965 erhielt er den Ehrendoktor der Bergakademie Clausthal Technische Hochschule.
1966 wurde Tollmien emeritiert, im Oktober 1968 gab er die Leitung des Instituts ab und am 25. November 1968 starb Walter Tollmien in Göttingen.
Am 13. Oktober 2000, zu seinem hundertsten Geburtstag, wurde Walter Tollmien durch eine an dem Institut für Strömungsforschung in Göttingen angebrachte Gedenktafel geehrt.
Walter Tollmien hatte nach dem Tod seiner ersten Frau im Januar 1947 ein zweites Mal geheiratet. Aus jeder Ehe sind drei Kinder hervorgegangen: zwei Söhne (von denen einer als Kleinkind und der andere im Alter von 35 Jahren starb) und vier Töchter; eine davon ist die Historikerin und Schriftstellerin Cordula Tollmien. Tollmien hat vier Enkelkinder und drei Urenkel.

## Wirken
Durch seine bahnbrechenden Arbeiten als Forscher und sein fruchtbares Wirken als akademischer Lehrer hat Walter Tollmien entscheidend dazu beigetragen, dass sich die Strömungsphysik zu einer interdisziplinären Wissenschaft von höchster Bedeutung entwickelt hat. Ihm ist es zu verdanken, dass die moderne Hydro- und Aerodynamik einen mathematisch strengen Weg beschreiten konnte, um das noch ungelöste Turbulenzproblem zu untersuchen. Es war seine Idee, den Begriff der Stabilität einer Strömung als ein wesentliches Charakteristikum einer Strömung einzuführen. Er hat so die Begriffswelt der Störungsrechnung für den Übergang vom Grundzustand einer Strömung in den turbulenten Zustand geschaffen. Mit mathematischer Strenge konnte Walter Tollmien beweisen, dass sich kleine Störungen in einem gegebenen Strömungsfeld unter bestimmten Bedingungen aufteilen können, um dadurch den vorhandenen Strömungszustand in einen anderen geordneten Zustand zu überführen. Dieser Prozess kann sich kaskadenartig fortsetzen, bis ein völlig ungeordneter Zustand – die Turbulenz – erreicht ist. Damit hat Walter Tollmien einen Weg aufgezeigt, auf dem sich eine Strömung aus einer geordneten Bewegung in einen chaotischen Zustand entwickeln kann. Die moderne Turbulenzforschung, die den Prototyp für die Chaostheorie darstellt, wird daher für immer mit dem Namen Tollmien verbunden blieben. Die beim laminar-turbulenten Übergang auftretenden Tollmien-Schlichting-Wellen wurden nach ihm benannt.
Als akademischer Lehrer stand Walter Tollmien bei seinen Studenten in sehr hohem Ansehen. Sein lebendiger und klarer Vorlesungsstil hat bei vielen seiner Schüler, die später selbst in die Lehre gingen, als Vorbild gewirkt. Es ist sein Verdienst, dass nach dem Zweiten Weltkrieg der Lehrbetrieb an der Göttinger Universität um viele Spezialvorlesungen aus der Angewandten Mechanik, der Strömungsphysik und der Angewandten Mathematik bereichert wurde.
(Aus dem Antrag von Tollmiens Schüler Karl G. Roesner für eine Gedenktafel für Tollmien vom 30. März 2000)

## Werke (Auswahl)
- Tollmien, Walter (1924): Zeitliche Entwicklung der laminaren Grenzschicht am rotierenden Zylinder, Dissertation Göttingen 1924.
- Tollmien, Walter (1929): Über die Entstehung der Turbulenz.  1. Mitteilung, in:  Nachr. Ges. Wiss. Göttingen, Math. Phys. Klasse 1929, S. 21–44.
- Tollmien, Walter (1931): Grenzschichttheorie, in: Handbuch der Experimentalphysik IV,1, Leipzig 1931, S. 239–287.
- Tollmien, Walter (1935): Ein allgemeines Kriterium der Instabilität laminarer Geschwindigkeitsverteilungen, in: Nachr. Ges. Wiss. Göttingen, Math. Phys. Klasse NF 1 1935, S. 79–114 (Habilitationsschrift).
- Tollmien, Walter (1937): Zum Übergang von Unterschall- in Überschallströmungen, in: ZAMM 17 (1937), S. 117–136.
- Tollmien, Walter (1938): Über die Fehlerabschätzung beim Adams’schen Verfahren zur Integration gewöhnlicher Differentialgleichungen, in: ZAMM 18 (1938), S. 83–90.
- Tollmien, Walter, gemeinsam mit Manfred Schäfer (1941): Zur Theorie der Windkanalturbulenz, in: ZAMM 21 (1941), S. 1–17.
- Tollmien, Walter (1945/46): Beiträge zu den Göttinger Monographien: Stationäre Grenzschichten. Grundlagen und allgemeine Ergebnisse (B 1.1), Instabilität laminarer Grenzschichten. Grundlagen und allgemeine Ergebnisse (B 3.1), Durchgang durch die Schallgeschwindigkeit. Theorie (C 6.1), Göttingen 1945/46 (Maschinenskript)
- Tollmien, Walter (1947): Asymptotische Integration der Störungsdifferentialgleichung ebener laminarer Strömungen bei hohen Reynoldsschen Zahlen, in: ZAMM 25/27 (1947), S. 33–50 und S. 70–83.
- Tollmien Walter (1952): Über Schwingungen in laminaren Strömungen und die Theorie der Turbulenz, in: Proc. 8th Int. Congr. Theor. and Appl. Mech., Istanbul 1952, S. 23–47.
- Tollmien, Walter (1952/53): Abnahme der Windkanalturbulenz nach dem Heisenbergschen Austauschansatz als Anfangswertproblem, in: Wissenschaftliche Zeitschrift der TH Dresden 2 (1952/53), S. 443–448.
- Tollmien, Walter (1955): 50 Jahre Grenzschichtforschung, ihre Entwicklung und Problematik, in: Henry Görtler / Walter Tollmien (Hg.): 50 Jahre Grenzschichtforschung, Braunschweig 1955, S. 1–12.
- Tollmien, Walter (1962): Aspekte der Strömungsphysik (6. Ludwig-Prandtl-Gedächtnisvorlesung), in: ZFW 10 (1962), S. 403–413.